# NGC 4581
NGC 4581 (другие обозначения — UGC 7801, MCG 0-32-28, ZWG 14.83, PGC 42199) — эллиптическая галактика (E) в созвездии Девы.
Эта галактика с низкой светимостью находится на периферии скопления Девы и не имеет близких соседей. В её центре наблюдается пыль, поглощающая небольшую часть излучения. Галактика не наблюдается в радиодиапазоне, верхняя граница массы молекулярного водорода для неё — 5⋅107 M⊙.
Этот объект входит в число перечисленных в оригинальной редакции «Нового общего каталога».